# Comuna Ariceștii Rahtivani, Prahova
Ariceștii Rahtivani (mai vechi, Aricești) este o comună în județul Prahova, Muntenia, România, formată din satele Ariceștii Rahtivani (reședința), Buda, Nedelea, Stoenești și Târgșoru Nou.

## Așezare
Comuna este situată în vestul județului, pe malul stâng al Prahovei, la nord-vest de municipiul Ploiești. Este străbătută de șoseaua națională DN72, care leagă Ploieștiul de Târgoviște. La Stoenești, din acest drum se ramifică șoselele județene DJ144, care duce spre nord la Florești; și DJ140, care duce la Târgșoru Vechi (unde se intersectează cu DN1A), Brazi și Puchenii Mari (unde se termină în DN1). DJ114 se intersectează la Nedelea cu șoseaua județeană DJ101I, care o leagă spre vest de Filipeștii de Pădure și spre est de Ploiești (unde se termină în DN1). Prin comună trec și căile ferate Ploiești–Brașov, pe care este deservită de stația Buda; și Ploiești–Târgoviște, pe care este deservită de halta de mișcare Târgșoru Nou.
Teritoriul comunei aparține Câmpiei Ploieștilor formată pe conul de dejecție al râului Prahova. Este o câmpie de tip piemontan, relativ plană, slab fragmentată cu văi și terase slab individualizate. Teritoriul comunei se situează într-o zonă cu clima temperat continentală, regimul termic, caracteristic zonei de silvostepa, cu o temperatură anuală medie de 10.6 (C și o medie a precipitațiilor anuale de 588 mm). Comuna se află în componența bazinului hidrografic al râului Ialomița, prin intermediul principalului său afluent - râul Prahova.

## Demografie
Componența etnică a comunei Ariceștii Rahtivani
     Români (91,31%)
     Romi (1,43%)
     Alte etnii (0,2%)
     Necunoscută (7,06%)
Componența confesională a comunei Ariceștii Rahtivani
     Ortodocși (89,7%)
     Alte religii (2,37%)
     Necunoscută (7,93%)
Conform recensământului efectuat în 2021, populația comunei Ariceștii Rahtivani se ridică la 8.173 de locuitori, în scădere față de recensământul anterior din 2011, când fuseseră înregistrați 8.704 locuitori. Majoritatea locuitorilor sunt români (91,31%), cu o minoritate de romi (1,43%), iar pentru 7,06% nu se cunoaște apartenența etnică. Din punct de vedere confesional, majoritatea locuitorilor sunt ortodocși (89,7%), iar pentru 7,93% nu se cunoaște apartenența confesională.

## Politică și administrație
Comuna Ariceștii Rahtivani este administrată de un primar și un consiliu local compus din 15 consilieri. Primarul, Gheorghe Orbu[*], de la Partidul Social Democrat, este în funcție din octombrie 2020. Începând cu alegerile locale din 2024, consiliul local are următoarea componență pe partide politice:
|  | Partid                          | Consilieri | Componența Consiliului | Componența Consiliului | Componența Consiliului | Componența Consiliului | Componența Consiliului | Componența Consiliului | Componența Consiliului | Componența Consiliului |
|  | ------------------------------- | ---------- | ---------------------- | ---------------------- | ---------------------- | ---------------------- | ---------------------- | ---------------------- | ---------------------- | ---------------------- |
|  | Partidul Social Democrat        | 8          |                        |                        |                        |                        |                        |                        |                        |                        |
|  | Partidul Național Liberal       | 5          |                        |                        |                        |                        |                        |                        |                        |                        |
|  | Alianța pentru Unirea Românilor | 2          |                        |                        |                        |                        |                        |                        |                        |                        |

## Istorie
Se știe că la sfârșitul secolului al XIX-lea existau mahalalele Aricești de Jos și Aricești de Sus, în comuna Aricești, comună rurală aparținând plășii Filipești a județului Prahova. Numele își are originea de la fostele sate Ariceștii de Jos (dezvoltat în jurul conacului și al moșiei Aricescu, în care funcționează și astăzi dispensarul uman), Ariceștii de Sus (dezvoltat în jurul conacului Cociu-Beiu).
Ruinele bisericii vechi (monument istoric, care se află astăzi în curtea cimitirului satului reședință) au urmatoarea inscripție: „Această Sfântă Biserică s-a ridicat întru hramul Sf. Prooroc Ilie și Sf. Nicolae în zilele prea Înălțătorului nostru Domn Alexandru Ipsilanti, de robul lui Dumnezeu Ilie Aricescu cu soția sa Neaga, și de robul lui Dumnezeu Enache Văcărescu, vel vistier la 1777”. La 1898, comuna, cu 1.158 de locuitori, era formată doar din actualul sat de reședință, în cadrul căruia se identifica drept parte, în zona de nord, mahalaua Stoenești (astăzi devenită sat).
Despre satul Nedelea se spune că prin anul 1792 niște familii de oieri din Transilvania au trecut cu oile în Țara Românească și s-au așezat pe moșia Baba Ana (pe atunci în județul Buzău, acum în sud-estul extrem al județului Prahova), pe moșia hatmanului Mihăiță Filipescu. Cum acolo lipsea însă apa, hatmanul le-a permis acestora să se mute în 1793 pe o altă moșie a sa, moșia Filipească, de pe malul stâng al râului Prahova, unde se afla o cârciumă care aparținea hangiței Nedelea. În jurul cârciumii, unul din oieri, pe nume Ioachim, a fost hirotonit preot și a pus temelia bisericii satului înființat de țărani în zonă. La începutul secolului al XX-lea, satul avea 995 de locuitori.
Apropierea de Târgșorul Vechi, centru administrativ și comercial medieval, influențează și dezvoltarea satului Târgșorul Nou. La 1902, satul Târgșorul Nou era construit în jurul mănăstirii Târgșorul, și era reședința unei comune ce cuprindea, pe lângă satul principal, și cătunul Țigănia. Comuna avea 1.127 de locuitori și era reședința plășii Târgșorul, din care făcea partea ea și comuna Nedelea.
În 1925, comuna Ariceștii Rahtivanu (denumită astfel pentru a o deosebi de cealaltă comună prahoveană denumită pe atunci Aricești) făcea parte plasa Târgșoru a aceluiași județ și avea 1.633 de locuitori în satele Ariceștii de Jos, Ariceștii de Sus și Rahtivanu. Comuna Nedelea, formată doar din satul de reședință, avea 1.284 de locuitori, iar comuna Târgșorul Nou — 1.400 locuitori.
Comunele s-au păstrat în aceeași configurație până după al Doilea Război Mondial. În 1950, au fost incluse toate în raionul Ploiești, aflat în regiunea Prahova, și apoi în regiunea Ploiești.
În 1968, s-a reînființat județul Prahova, iar comunele Nedelea și Târgșoru Nou au fost desființate, fiind incluse în comuna Ariceștii Rahtivani.
În 1970, comuna avea 8274 locuitori.
Buda este un sat nou, înființat în jurul stației de cale ferată CFR, aflată inițial pe teritoriul comunei Păulești, transferată la Ariceștii Rahtivani în 1968.

## Monumente istorice

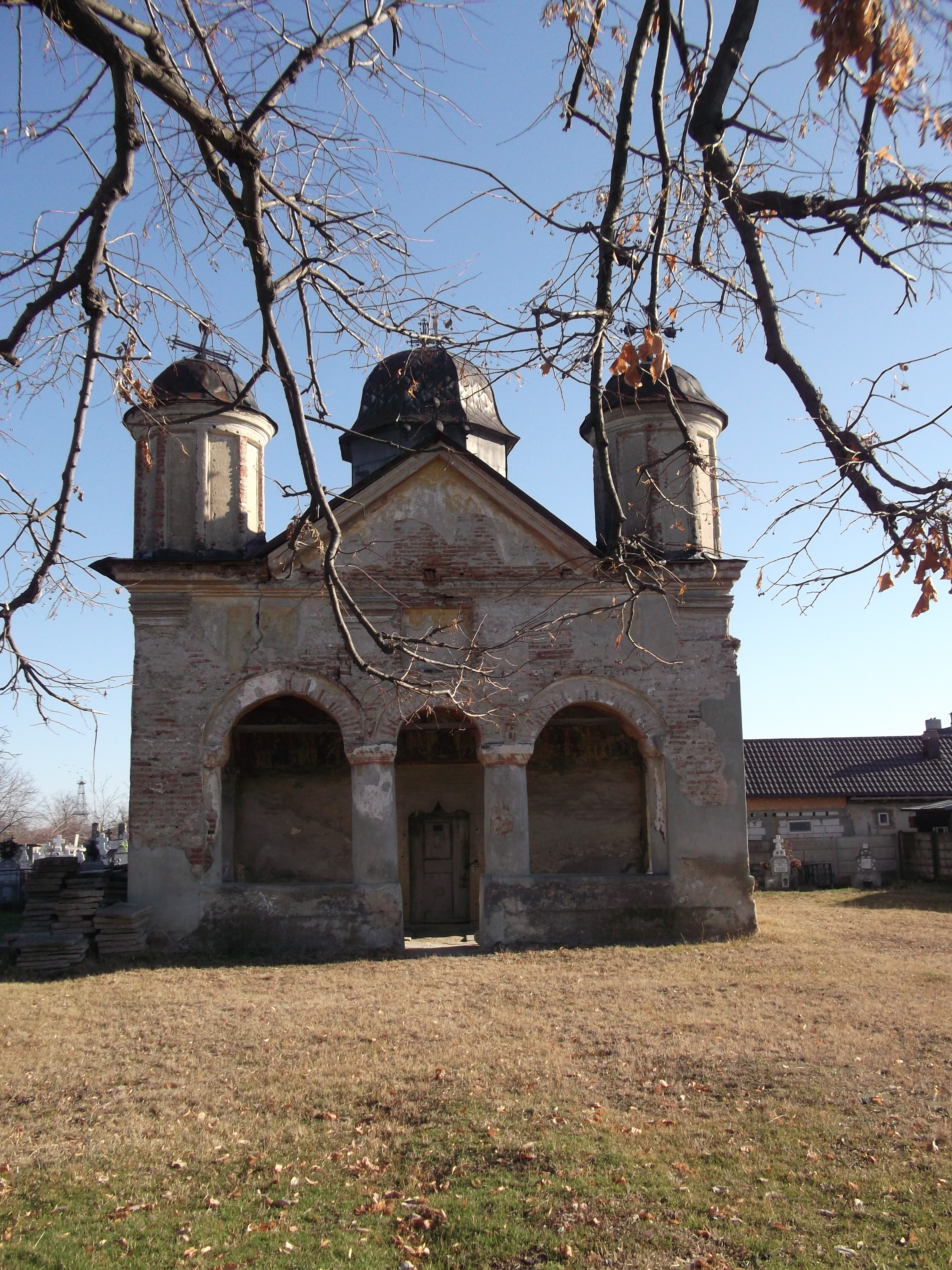
Biserica „Sfântul Ilie” și „Sfântul Nicolae”, monument istoric de interes național

În comuna Ariceștii Rahtivani se află două monumente de arhitectură de interes național: biserica „Sfântul Ilie” și „Sfântul Nicolae” (1777) din satul Ariceștii Rahtivani; și biserica „Sfinții Voievozi” a fostei mănăstiri Târgșoru Nou (1857, dărâmată în 1940 și refăcută în 1942).
În rest, alte două obiective din comună sunt incluse în lista monumentelor istorice din județul Prahova ca monumente de interes local: situl arheologic de „la Movilă” (în zona satului Buda) unde s-au găsit tumuli din perioada Latène; și crucea de pomenire din piatră (secolul al XIX-lea) aflată în curtea Grupului Școlar Special din satul Nedelea.

## Învățământ
În cele 5 sate din comuna Ariceștii Rahtivani, funcționează următoarele instituții de învățământ
- În Aricestii-Rahtivani exista Școala generală cu cls. I-VIII  care are 267 de elevi,acestia fiind grupati in 13 clase.Satul prezinta si 2 gradinite cu program normal:Gradinita cu program normal nr.1 care are 50 de copii acestia  formant 2 grupe si Gradinita cu program normal nr.2 care are 55 de copii care formeaza tot 2 grupe.
- În Nedelea exista Scoala generala cu cls.I-VII,avand 231 de elevi si 12 clase.Acesta sat are o singura gradinita cu program normal care are 85 de copii care formeaza 3 grupe.In Nedelea exista si un centru scolar special(fosta școală de reeducare minori).

- Stoenesti prezinta astazi o scoala cu clasele I-VII,avand in vedere 138 de elevi si 8 clase.Gradinita este cu program normal si are 85 de copii care formeaza 3 grupe.
  - Școala generală cu cls. I-VIII - 138 elevi / 8 clase
  - Grădinița cu program normal - 85 copii / 3 grupe

- Târgușoru Nou
  - Școala generală cu cls. I-VIII - 105 elevi / 6 clase
  - Grădinița cu program normal - 45 copii / 2 grupe

- Buda
  - Școala generală cu cls. I-IV - 14 elevi / 1 clasă
  - Grădinița cu program normal - 18 copii / 1 grupă